# Trupele de carabinieri
Inspectoratul General de Carabinieri (Trupele de Carabinieri)  – este una din cele trei ramuri componente a Forțelor armate ale Republicii Moldova. Trupele au fost create în ianuarie 1992 în baza ordinului M.A.I. al Republicii Moldova, când se formează Regimentul mobil-operativ de carabinieri (U.M. 1001; comandant a fost numit Sergiu Ganea) și Regimentul de escortă (U.M. 1002; comandant fiind numit Valeriu Ceachir).
Trupele sunt destinate să asigure, împreună cu poliția sau independent, ordinea publică, apărarea drepturilor și libertăților fundamentale ale cetățenilor, avutului proprietarului, prevenirea faptelor de încălcare a legii. 
În România, echivalentul acestei instituții se numește „Jandarmeria Română”, înființată la 1850.
2001 – În august-septembrie în baza Decretului Președintelui Republicii Moldova se efectuează modificările în structura trupelor de carbinieri și în dislocarea unităților și subunităților lor.

## Istorie
La 13 martie 1992 subdiviziunea de carabinieri (u.m. 1002) pentru prima dată se îndreaptă în regiunea conflictului armat din Transnistria. 
La 31 martie (1992) in timpul atacului în apropierea satului Coșnița, r-l Dubăsari, îndeplinind misiunile de serviciu au căzut în luptă plutonierul adjutant Victor Lavrentov și plutonierul Dumitru Roman.
La 30 mai (1992) subdiviziunea mixtă u.m. 1001 se îndreaptă în zona conflictului armat (s. Holercani).
La 29 iunie (1992), aflîndu-se la postul de pază al punctului de comandă al Marelui Stat Major al M.A.I. al Republicii Moldova în timpul bombardamentului concentrat de artilerie a fost rănit mortal ostașul Igor Mînăscurtă (u.m. 1001).
În baza ordinului M.A.I. din 24 august 1993 trupele de carabinieri încep să îndeplinească sarcinile de pază și apărare a obiectivelor diplomatice, pentru ce a fost formată u.m. 1026.
În februarie 1998 unitățile și subunitățile trupelor de carabinieri participă la lichidarea urmărilor calamităților naturale în s. Leușeni, Hîncești.

## Structura

### Comandamentul general al IGC
- Direcția management operațional
- Direcția management strategic
- Direcția management resurse umane
- Direcția securitate și investigații
- Direcția cooperare și misiuni internaționale
- Direcția aprovizionare și dotări
- Secția financiară
- Secția juridică și practică contravențională
- Serviciul documentare
- Serviciul tehnologii informaționale
- Serviciul informare și comunicare cu mass-media

### Structuri subordonate cu competență teritorială generală
- Dispeceratul Operațional
- Batalionul cu destinație specială „SCORPION”
- Secția pregătire fizică și sport
- Direcția medicală
- Centrul de instrucție
- Centrul de Asigurare
- Direcția ceremonial militar

### Subdiviziuni subordonate IGC
- Direcția regională ”CENTRU”
- Direcția regională ”NORD”
- Direcția regională ”SUD”

## Batalionul cu destinație specială ”SCORPION”
Batalionul cu destinație specială ,,SCORPION” este o subunitate de elită a Inspectoratului General de Carabinieri al Ministerului Afacerilor Interne cu atribuții în domeniul prevenirii și combaterii actelor de terorism, criminalității organizate și tulburărilor sociale în masă.
Batalionul cu destinație specială ,,SCORPION” are ca zonă de responsabilitate întreg teritoriul Republicii Moldova și este încadrat cu personal pregătit pentru îndeplinirea sarcinilor și atribuțiilor speciale, conform competenței.

## Legături externe
- Pagina oficială a Inspectoratului Genral de Carabinieri
- Legea nr. 806 din 12.12.1991 cu privire la trupele de carabinieri (trupele interne) ale Ministerului Afacerilor Interne Arhivat în 4 martie 2016, la Wayback Machine.